# Edit
Edit je žensko osebno ime.

## Izvor imena
Ime Edit je različica ženskega osebnega imena Edita.

## Pogostost imena
Po podatkih Statističnega urada Republike Slovenije je bilo na dan 31. decembra 2007 v Sloveniji število ženskih oseb z imenom Edit: 31.

## Osebni praznik
Osebe z imenom Edit lahko godujejo takrat kot osebe z imenom Edita.